# Stade Luc Varenne
Het Stade Luc Varenne is een stadion gelegen in de gemeente Doornik. Het wordt voornamelijk gebruikt door RFC Tournai.
Het heeft een capaciteit van 7.552 plaatsen waarvan 2.752 zitplaatsen. Het draagt de naam Luc Varenne als eerbetoon aan de RTBF-sportcommentator van Doornikse afkomst.
In 2007 werd er de finale van het Europees kampioenschap voetbal mannen onder 17 gehouden.